# Hippocampus spinosissimus
Hippocampus spinosissimus es una especie de pez de la familia Syngnathidae en el orden de los Syngnathiformes.

## Morfología
Los machos  pueden llegar alcanzar los 17,2 cm de longitud total.

## Distribución geográfica
Se encuentra desde Sri Lanka hasta Taiwán y Australia.